# Hystrichodexia mellea
Hystrichodexia mellea là một loài ruồi trong họ Tachinidae.